# Administracyjny tok instancji
Administracyjny tok instancji – kontrola decyzji administracyjnej w postępowaniu administracyjnym poprzez przejście kompetencji do załatwienia konkretnej indywidualnej sprawy administracyjnej z jednej instancji do drugiej. Przejście takie następuje z inicjatywy strony postępowania, która wyrazi niezadowolenie z decyzji organu pierwszej instancji. Decyzja administracyjna organu drugiej instancji jest ostateczna, czyli nie przysługuje od niej kolejne odwołanie w procedurze administracyjnej, co oznacza, że nie podlega ona dalszej kontroli w administracyjnym toku instancji. Dopuszczalne jest jednak złożenie przez stronę postępowania na taką decyzję skargi do sądu administracyjnego pod zarzutem niezgodności z prawem. Decyzje prawomocne, czyli takie, co do których nie służy prawo wniesienia skargi do sądu administracyjnego, również nie podlegają kontroli w administracyjnym toku instancji. 
W Polsce dwuinstancyjność administracyjna jest zagwarantowana prawnie w Konstytucji RP w art. 78.